# Unplugged Deluxe
Unplugged Deluxe ist ein Livealbum des britischen Rockmusikers Eric Clapton. Es beinhaltet bearbeitete Originalaufnahmen sowie bis dahin unveröffentlichte Stücke seines erfolgreichsten Albums, Unplugged. Die Wiederveröffentlichung belegte Platz 1 der Billboard 200 im Jahr 2013 und belegte Platz 3 der Billboard Pop-Catalogue-Charts.

## Kritikerstimmen
Kritikerin Sabine Feickert von rocktimes.de äußerte sich positiv zum Album und formuliert abschließend: „Wer die “Unplugged”, speziell die DVD, noch immer (oder vielleicht auch wieder) auf dem Wunschzettel stehen hat, kann hier bedenkenlos zugreifen.“ Journalist Huw Woodward von renownedforsound.com bezeichnet die Wiederveröffentlichung als ein „passendes und zufriedenstellendes Update von einem der interessantesten und genießbarsten Alben aller Zeiten“. Er vergab 4,5 von 5 möglichen Sternen für den Re-Release. Paul McBride von theaureview.com findet, dass Unplugged Deluxe eine Erinnerung an Claptons an Album und an „seine Brillanz“ ist. McBride vergab 8,6 von 10 Punkten. dailyvault.com-Kritiker Jason Warburg vergab das Prädikat „A-“ und vermerkt, dass „einige interessante Outtakes“ auf Unplugged Deluxe enthalten sind. Kritiker von seattlepi.com finden, dass die „Originalfassung ordnungsgemäß geehrt“ wurde.

## Titelliste

### CD 1
| Nr. | Titel                                     | Autor(en)                                  | Länge |
| --- | ----------------------------------------- | ------------------------------------------ | ----- |
| 1.  | Signe                                     | Eric Clapton                               | 3:13  |
| 2.  | Before You Accuse Me                      | Bo Diddley                                 | 3:44  |
| 3.  | Hey Hey                                   | Big Bill Broonzy                           | 3:16  |
| 4.  | Tears in Heaven                           | Eric Clapton, Will Jennings                | 4:36  |
| 5.  | Lonely Stranger                           | Eric Clapton                               | 5:27  |
| 6.  | Nobody Knows You When You’re Down and Out | Jimmy Cox                                  | 3:49  |
| 7.  | Layla                                     | Eric Clapton, Jim Gordon                   | 4:46  |
| 8.  | Running on Faith                          | Jerry Lynn Williams                        | 6:30  |
| 9.  | Walkin’ Blues                             | Robert Johnson                             | 3:37  |
| 10. | Alberta                                   | Traditional, arr. Huddie William Ledbetter | 3:42  |
| 11. | San Francisco Bay Blues                   | Jesse Fuller                               | 3:23  |
| 12. | Malted Milk                               | Robert Johnson                             | 3:36  |
| 13. | Old Love                                  | Eric Clapton, Robert Cray                  | 7:52  |
| 14. | Rollin’ and Tumblin’                      | Muddy Waters                               | 4:12  |

### CD 2
| Nr. | Titel                     | Autor(en)              | Länge |
| --- | ------------------------- | ---------------------- | ----- |
| 1.  | Circus                    | Eric Clapton           | 4:28  |
| 2.  | My Father’s Eyes [Take 1] | Eric Clapton           | 6:22  |
| 3.  | Running on Faith [Take 1] | Jerry Lynn Williams    | 6:31  |
| 4.  | Walkin’ Blues [Take 1]    | Robert Johnson         | 3:49  |
| 5.  | My Father’s Eyes [Take 2] | Eric Clapton           | 6:43  |
| 6.  | Worried Life Blues        | Big Maceo Merriweather | 6:32  |

## Verkaufszahlen
| Land / Verband  | Auszeichnung | Verkäufe | Quelle |
| --------------- | ------------ | -------- | ------ |
| Südkorea (GAON) | —            | 2.924 +  | [ 7 ]  |